# Malangseidet
Malangseidet est une localité du comté de Troms, en Norvège.

## Géographie
Administrativement, Malangseidet fait partie de la kommune de Balsfjord.